# Lestes auripennis
Lestes auripennis är en trollsländeart som beskrevs av Fraser 1955. Lestes auripennis ingår i släktet Lestes och familjen glansflicksländor. Inga underarter finns listade i Catalogue of Life.